# ノルウェイの森
『ノルウェイの森』（ノルウェイのもり）は、村上春樹の5作目の長編小説。
1987年9月4日、講談社から書き下ろし作品として上下二分冊で刊行された。上巻は、片山恭一の『世界の中心で、愛をさけぶ』に抜かれるまで、日本における小説単行本の発行部数歴代1位であった。
2010年にトラン・アン・ユン監督により映画化された。

## 概要
1987年9月4日に単行本が講談社から刊行、1991年4月15日に講談社文庫として文庫化され、2004年9月9日に文庫改訂版が出された。単行本にはあとがきが付されているが、文庫版には掲載されていない。
第二章と第三章は、短編小説「螢」（『中央公論』1983年1月号掲載）を下敷きにしている。また、短編小説「めくらやなぎと眠る女」（『文學界』1983年12月号掲載）も本作にまとまっていく系統の作品だが、「螢」とは違って本作との間にストーリー上の直接の関連はないという。「多くの祭り（フェト）のために」というエピグラフがある。
村上は本書についてこう述べている。「この話は基本的にカジュアルティーズ（犠牲者たち）についての話なのだ。それは僕のまわりで死んでいった、あるいは失われていったすくなからざるカジュアルティーズについての話であり、あるいは僕自身の中で死んで失われていったすくなからざるカジュアルティーズについての話である」。
主人公が神戸市出身であること、大学に入学した年が村上と同じ1968年であること、東京の私立大学で演劇を専攻していること、主人公が入っていた寮が村上も入寮した和敬塾をモデルにしていることなどから、「自伝的小説」と見られることもあるが、本人はこれを否定している。

### 執筆の時期・背景
日本がバブル景気に沸く頃、1986年10月3日に村上は妻の陽子とともに日本を発った。10月半ば、ギリシャのスペッツェス島に住み、C・D・B・ブライアンの『偉大なるデスリフ』の翻訳に取り組んだ。11月にミコノス島に移動し、翻訳を最後まで仕上げてから本作品の執筆に取りかかった。大学ノートにボールペンで書き進めた。清書前のこのノートは今でも著者の手元に残っているという。12月28日、ミコノス島を出た。
1987年1月から1か月間、シチリア島のパレルモで書き続け、それからローマに移動。3月7日、早朝から17時間休みなしで第一稿を深夜に書き上げた。直後の日記に「すごく良い」とだけ書き記した。3月26日、第二稿完成。4月初め、イタリアのボローニャ国際児童図書展に来た講談社の社員に原稿を手渡した。「ノルウェイの森」というタイトルがついたのはボローニャに行く2日前のことだった。

### タイトルの由来
本書は「雨の中の庭」というタイトルで書き始められた。このタイトルはドビュッシーのピアノ曲集『版画』の中の一曲「雨の庭」(Jardins sous la pluie）に由来する。タイトルは原稿を版元に渡す2日前に変更された。題名に迷った村上が妻に作品を読ませて意見を求めると、「ノルウェイの森でいいんじゃない？」という返答があったという。ビートルズの曲の題をそのまま本の題にするということで、本人は当初気が進まなかったというが、周りの「題はもう『ノルウェイの森』しかない」という意見が大勢だったため今のタイトルとなった。
また、村上自身は著書の中で、「ところでビートルズの“ノルウェイの森”というタイトルが誤訳かどうかという論争が以前からあって、これについて書き出すとかなり長くなります」とだけ述べている。

### 発行部数
単行本の発行部数は、2008年時点で上巻が238万部、下巻が211万部の計449万部、2009年8月5日時点で上下巻あわせて454万4400部。単行本・文庫本などを含めた日本における発行部数は2008年時点で計878万部、2009年8月5日時点の増刷で1000万3400部となり、国内累計発行部数は1000万部を突破した。村上人気が高い中国でも100万部以上が出版されている。2025年現在、国内累計発行部数が1300万部を突破した。
本書がベストセラーになったことについて、村上はこう述べている。「小説が十万部売れているときには、僕はとても多くの人に愛され、好まれ、支持されているように感じていた。でも『ノルウェイの森』を百何万部も売ったことで、僕は自分がひどく孤独になったように感じた。そして自分がみんなに憎まれ嫌われているように感じた。」。

## 装幀

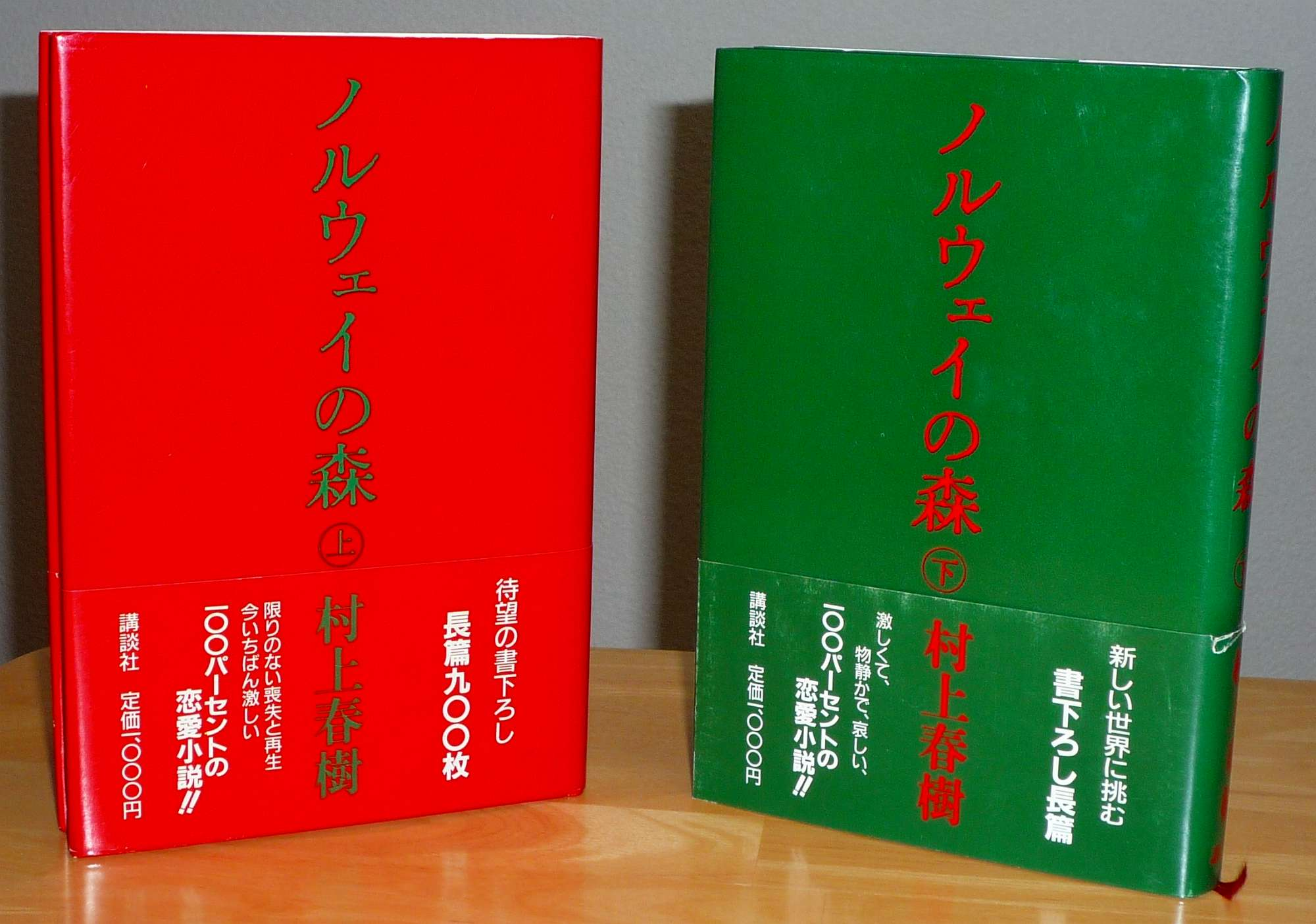
初版本とその帯

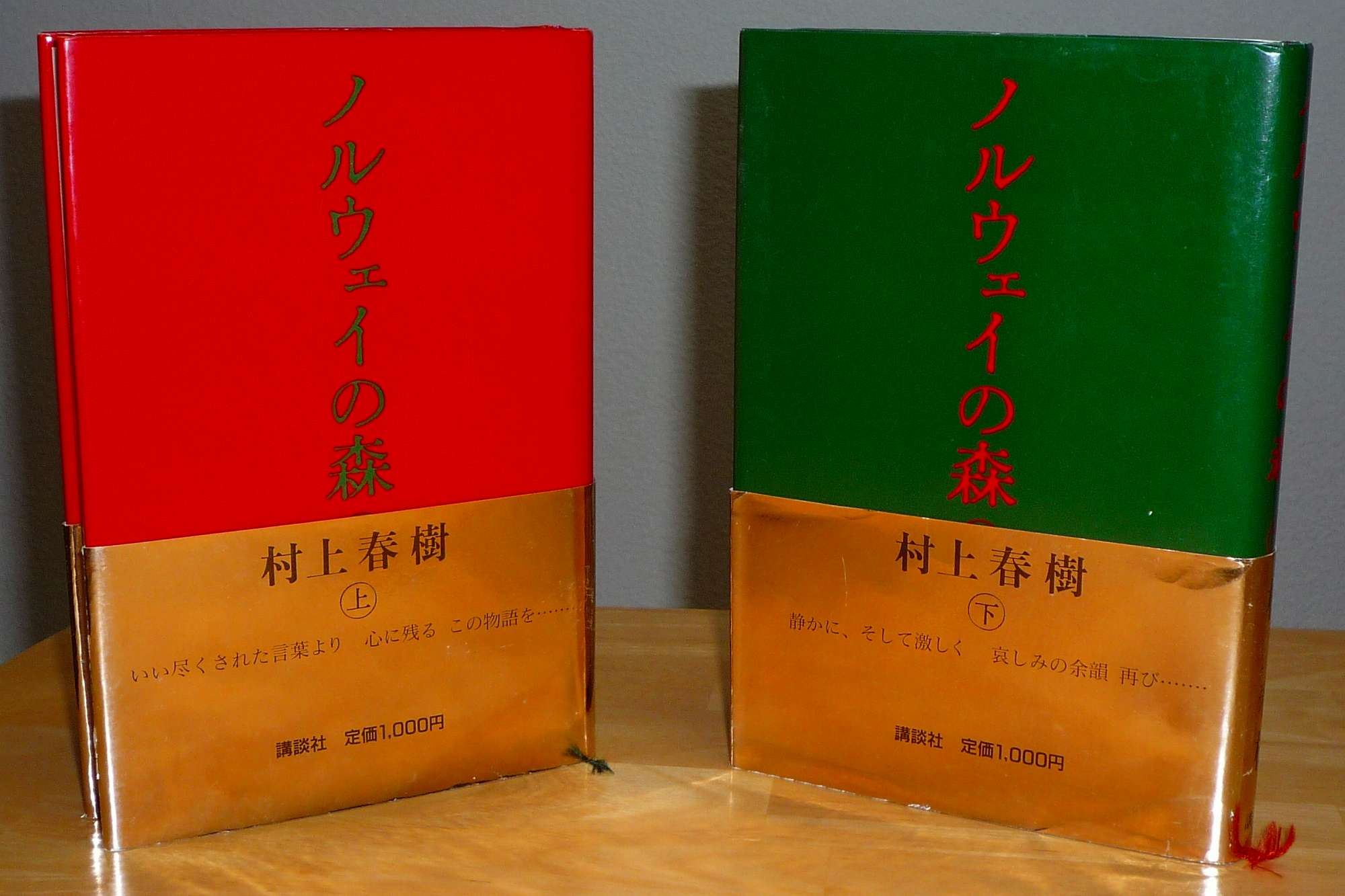
重版本とその帯

村上自身が装幀を手がけた。赤と緑のクリスマスカラーでまとめた鮮やかなデザインが、日頃小説を読まない若い女性層の支持を呼び込み、売上に貢献したとされる。最も売れた版には金色の帯が付けられたが、この金色の帯は村上の意図したものではなく、発売後しばらく経ってから出版社の意向で変えられたものである。もともと初版の帯は上下巻ともそれぞれのカバーとまったく同じ色（赤と緑）であり、金色の帯に変わったとき村上は日本にはおらず、もし相談されていたら断っていただろうと書いている。
帯文も注目された。村上自身が書いた「100パーセントの恋愛小説」というキャッチコピーについて本人は、「僕はそのときほんとうは『これは100パーセントのリアリズム小説です』と書きたかったのだけれど（つまり『羊』や『世界の終り』とはラインが違いますということです）、そんなことを書くわけにもいかないので、洒落っけで『恋愛小説』というちょっとレトロっぽい『死語』を引っぱり出してきたわけです」と述懐している。

## あらすじ
37歳のワタナベは、ハンブルク空港に到着した飛行機のBGMでビートルズの「ノルウェイの森」を聴き、激しい混乱を覚えた。そして学生時代のことを回想した。
直子とはじめて会ったのは神戸にいた高校2年のときで、直子はワタナベの友人キズキの恋人だった。3人でよく遊んだが、キズキは高校3年の5月に自殺した。その後、ワタナベはある女の子と付き合ったが、彼女を置いて東京の私立大学に入学し、右翼的な団体が運営する学生寮に入った。
1968年5月、ワタナベは、中央線の電車の中で偶然直子と1年ぶりの再会をする。直子は武蔵野の女子大に通っており、国分寺のアパートでひとり暮らしをしていた。二人は休みの日に会うようになり、デートを重ねた。
10月、同じ寮の永沢と友だちになった。永沢は外務省入りを目指す2学年上の東大生だった。ハツミという恋人がいたが、女漁りを繰り返していた。
翌年の4月、直子の20歳の誕生日に彼女と寝た。その直後、直子は部屋を引き払いワタナベの前から姿を消した。7月になって直子からの手紙が届いた。今は京都にある（精神病の）療養所に入っているという。その月の末、同室の学生がワタナベに、庭でつかまえた螢をくれた。
夏休みの間に、大学に機動隊が入りバリケードが破壊された。ワタナベは大学教育の無意味さを悟るが、退屈さに耐える訓練期間として大学に通い続けた。ある日、小さなレストランで同じ大学の緑から声をかけられる。演劇史のノートを貸したことがきっかけで、それから緑とときどき会うようになった。
直子から手紙が来て、ワタナベは京都の山奥にある療養所まで彼女を訪ねた。そして同室のレイコに泊まっていくよう勧められる。レイコはギターで「ミシェル」や「ノーホエア・マン」、「ジュリア」などを弾いた。そして直子のリクエストで「ノルウェイの森」を弾いた。（以上、上巻）
ある日曜日、ワタナベが緑に連れられて大学病院に行くと、そこでは彼女の父親が脳腫瘍で入院していたが、父親は数日後に亡くなった。永沢は外務省の国家公務員試験に受かり、ワタナベはハツミとの就職祝いの夕食の席に呼ばれる。
ワタナベの20歳の誕生日の3日後、直子から手編みのセーターが届いた。冬休みになり、再び療養所を訪れ、直子、レイコと過ごした。
年が明け（1970年）、学年末の試験が終わると、ワタナベは学生寮を出て、吉祥寺郊外の一軒家を借りた。4月初め、レイコから直子の病状が悪化したことを知らせる手紙が届いた。4月10日の課目登録の日、緑から元気がないのねと言われる。緑はワタナベに「人生はビスケットの缶だと思えばいいのよ」と言った。
6月半ば、ワタナベは緑から2か月ぶりに話しかけられ、恋人と別れたことを報告されるが、ワタナベにできることはレイコに全てをうちあけた正直な手紙を書くことだった。
8月26日に直子は自殺し、葬儀の後でワタナベは行くあてもない旅を続けた。1か月経って東京に戻ると、レイコから手紙が届いた。レイコは8年過ごした療養所を出ることにしたという。東京に着いたレイコを自宅に迎える。彼女は直子の遺品の服を着ていた。風呂屋から戻ると彼女はワインをすすり、煙草を吹かしながら直子の葬式をやり直そうと言い出した。次から次へと知っている曲を弾いていった。そして50曲目に2回目の「ノルウェイの森」を弾いた。その後レイコとワタナベは性交をして、直子の葬式を終えた。
翌日、旭川に向かうレイコを上野駅まで送った。ワタナベは緑に電話をかけ、「世界中に君以外に求めるものは何もない、何もかもを君と二人で最初から始めたい」と言った。ワタナベはどこでもない場所のまん中から緑を呼び続けていた。

## 登場人物
ワタナベトオル
本作の主人公かつ語り部で、一人称は「僕」。神戸の高校を卒業後、東京の私立大学文学部演劇科に進学。大学1年 - 2年は寮で生活、大学3年以降、吉祥寺に引越す。高校生の時に恋人がいたが上京とともに別れる。その後直子と恋人関係になるが、彼女が療養してから寂しさを補うように永沢とともに女の子と寝るようになる。友人は少なく、高校大学でも数えるほどだった。大学を卒業後は文筆業に従事している。
読書や映画を観ることが多い。またレコード店やレストランでアルバイトをしている。
キズキ
ワタナベの高校時代の同級生で唯一の親友。ワタナベと直子を楽しませる座談の才能があった。ヤマハの125ccの赤いバイクに乗っている。高校3年の5月、何の前触れもなく自宅のガレージで自殺した。
ワタナベ曰く、直子と自分以外友達はおらず、世間から隔たりがあったと評している。
直子
キズキの幼なじみで恋人。神戸にあるミッション系の女子高校卒業後、東京の武蔵野のはずれにある女子大学に進学。キズキの死後はワタナベと会わなくなっていたが、中央線の車内で偶然再会し、交流を持つようになる。そして誕生日の日に二人は結ばれる。自殺した姉がいる。しばらくして、具体的な病名は記されていないが、精神的な病気により京都の療養所「阿美寮」で生活を送る。療養所に入ってからもワタナベとの交流は続くが、後に自殺する。
緑
ワタナベと同じ大学で同じ授業（「演劇論 II」）を受講している短髪の活発な性格の女性。頭の固い恋人がいる。フルネームは「小林緑」。豊島区北大塚の小学校から、四ツ谷駅付近の私立の女子中学・高校に進む。浪人して大学へ進学。実家は書店を経営。
「桃」という姉がいる。
レイコ
阿美寮における直子の同室人の女性。フルネームは「石田玲子」。年齢は38歳。かつてピアニストを目指していたが挫折し、3回にわたって精神病院に入院。阿美寮には8年間入所しており、患者たちにピアノを教えている。ギターも得意である。横浜に別れた夫と長女がいる。作品の最後で旭川の友達の所でピアノを教えるために東京のワタナベの元を訪れる。
永沢
ワタナベが住む学生寮の上級生。学籍は東京大学法学部。実家は名古屋で病院を経営。のちに外務省に入省。寮では一目置かれた存在でワタナベを優遇してくれる。ワタナベの印象を「出会った人の中で最もまともな人間」だと語る。ワタナベを誘い二人でガールハントを行う。
ハツミ
永沢の恋人。学籍は「とびきりのお嬢様が通う」東京の女子大。はっと人目を引く美人ではないが、上品な装いに、理知的でユーモアがあり穏やかな人柄で、永沢をして「俺にはもったいない女」と言わしめる。ビリヤードが得意。その後、永沢とは別れて別の男性と結婚するが自殺する。
突撃隊
ワタナベが住む学生寮の同室人。国立大学で地図学を専攻しており、国土地理院への就職を希望。生真面目で潔癖症ゆえの数々のエピソードでワタナベや直子たちの心を和ませるが、予告もなく退寮する。

## 登場する文化・風俗
| ホンダ・N360                     | 本田技研工業が1967年から1972年まで生産・販売していた軽自動車。キズキの親が所有していた車。 |
| 『グレート・ギャツビー』         | F・スコット・フィッツジェラルドの長編小説。アメリカがバブル景気に沸く狂騒の20年代の堕落パーティーをフィールドとし、1925年に出版された。村上春樹の翻訳書は2006年に新潮社より刊行された。 「十八歳の歳の僕にとって最高の書物はジョン・アップダイクの『ケンタウロス』だったが何度か読みかえすうちにそれは少しずつ最初の輝きを失って、フィッツジェラルドの『グレート・ギャツビイ』にベスト・ワンの地位をゆずりわたすことになった。そして『グレート・ギャツビイ』はその後ずっと僕にとっては最高の小説でありつづけた」と記されている。ワタナベと同じ寮に住む永沢さんは「『グレート・ギャツビイ』を三回読む男なら俺と友だちになれそうだな」と言い、ワタナベと友だちになる。 また、阿美寮でワタナベが「僕はジェイ・ギャツビイが対岸の小さな光を毎夜見守っていたのと同じように、その仄かな揺れる灯を長いあいだ見つめていた」と語る場面がある。 |
| F・スコット・フィッツジェラルド  | 直子はワタナベに「ねえ、自分のこと普通の人間だという人間を信用しちゃいけないと書いていたのはあなたの大好きなスコット・フィッツジェラルドじゃなかったかしら？ あの本、私あなたに借りて読んだのよ」と発言している。直子が引用した言葉は2017年の最新作『騎士団長殺し』で再び引用される。 |
| 「ディア・ハート」               | ヘンリー・マンシーニの1964年の作品。アンディ・ウィリアムズが歌ったバージョンも、マンシーニが「ヘンリー・マンシーニ・アンド・ヒズ・オーケストラ」名義で発表したバージョンも共にヒットした。直子の大好きな曲として登場する。ワタナベは直子へのクリスマス・プレゼントに「ディア・ハート」の入ったレコードを選び、レイコは直子の"お葬式"で同曲を最初に演奏している。 |
| エウリピデス                     | 古代アテナイの三大悲劇詩人のひとり。ワタナベと緑が受講している「演劇史II」の授業で、エウリピデスの『エレクトラ』がテキストに使われている。 |
| ハンフリー・ボガート             | アメリカの映画俳優。ワタナベは、緑と初めて出会ったときに「ねえ、あなたってなんだかハンフリー・ボガートみたいなしゃべり方するのね。クールでタフで。」と評されている。 |
| 『グリーン・ホーネット』         | アメリカのヒーロー物のテレビ番組・ラジオ番組。映画デビュー前のブルース・リーが助演していたことで知られる。緑は高校時代の同級生の思い出話をする際、同番組を引き合いに持ち出し、「車は運転手つきで、その運転手たるや『グリーン・ホーネット』に出てくる運転手みたいに帽子かぶって白い手袋はめてるのよ。なのにその子、自分のこと恥ずかしがってるのよ。信じられないわ。信じられる？」と発言している。 |
| 『性的人間』                     | 大江健三郎が1963年に著した中編小説。緑はワタナベに「『戦争と平和』もないし、『性的人間』もないし、『ライ麦畑』もないの。それが小林書店。そんなもののいったいどこがうらやましいっていうのよ？ あなたうらやましい？」と発言するシーンがある。 |
| アップル・レコード               | ビートルズが1968年に設立したレコードレーベル。大学2年の秋の日曜日（1969年10月頃）、ワタナベは昼食に誘われ緑の家に行く。緑はアップル・レコードのりんごのマークが大きく印刷されたネイビー・ブルーのTシャツを着て一心不乱に料理を作る。 |
| 『卒業』                         | 1967年公開のアメリカ映画。日本では1968年6月に公開された。ワタナベはその翌年新宿の二番館で『卒業』を見ており、「それほど面白い映画とも思えなかったけれど、他にやることもないので、そのままもう一度くりかえしてその映画を観た」とも述べている。 その後京都の高原のコーヒー・ハウスで再びこの映画の話題が出る。ラジオからサイモン&ガーファンクルの「スカボロー・フェア」が流れたとき、次のような会話がレイコとの間で交わされる。「この映画観ましたよ」「誰が出てるの？」「ダスティン・ホフマン」「その人知らないわねえ」 |
| 『ライ麦畑でつかまえて』         | J・D・サリンジャーの長編小説。1951年に出版された。村上春樹の翻訳書は2003年に白水社より刊行された。 レイコがワタナベと初めて会ったときに、「あなたって何かこう不思議なしゃべり方するわねえ」「あの『ライ麦畑』の男の子の真似してるわけじゃないわよね」といった人物評を彼に下している。 |
| シェヘラザード                   | 『千夜一夜物語』の語り手。「もし話のつづき聞きたいんなら明日話してあげるわよ。長い話だから一度には話せないのよ」と言うレイコに、ワタナベは「まるでシエラザードですね」と応えるシーンがある。 |
| ブラームス「ピアノ協奏曲第2番」  | ヴィルヘルム・バックハウス（ピアノ）とカール・ベーム（指揮）が1967年に録音したレコードについて、レイコは次のように語る。「昔はこのレコードをすりきれるくらい聴いたわ。本当にすりきれちゃったのよ。隅から隅まで聴いたの。なめつくすようにね」 |
| デサフィナード                   | ニュウトン・メンドンサが作詞し、アントニオ・カルロス・ジョビンが作曲したボサノヴァの曲。主な収録アルバムに、ジョアン・ジルベルトの『想いあふれて』（1959年）、スタン・ゲッツとチャーリー・バードの『ジャズ・サンバ』（1962年）、スタン・ゲッツとジョアン・ジルベルトの『ゲッツ/ジルベルト』（1964年）などがある。レイコは「デサフィナード」の演奏を、それぞれ阿美寮とワタナベの吉祥寺の下宿で披露している。 |
| DUG                              | 1967年、新宿の紀伊國屋書店裏にオープンしたジャズ喫茶。ワタナベと緑が入る店として数回登場する。 |
| 「まぼろしの世界」               | アメリカのロックバンド、ザ・ドアーズが1967年に発表した曲。原題は "People Are Strange"。緑の「ジム・モリソンの歌にたしかそういうのあったわよね」という言葉を受けて、ワタナベは「まぼろしの世界」の歌詞（People are strange when you are a stranger）を引用する。 |
| セロニアス・モンク               | アメリカのジャズピアニスト。モンクの弾く「ハニサックル・ローズ（Honeysuckle Rose）」が「DUG」でかかる。 |
| 金槐和歌集                       | 源実朝の歌集 1213年（建暦3年）完成。緑に「すごくってどれくらい？」と聞かれてワタナベが答える「山が崩れて海が干上がるくらい可愛い」は、金槐和歌集掉尾の「山はさけ 海はあせなむ 世なりとも 君にふた心 わがあらめやも」からの引用である。 |
| ロベール・カサドシュ             | フランスのピアニスト（1899年 - 1972年）。ワタナベはアルバイト先で知り合った伊東という学生のアパートで、ロベール・カサドシュの弾くモーツァルトのピアノ・コンチェルトを聴く。 なお、カサドシュは『世界の終りとハードボイルド・ワンダーランド』にも登場する。「ハードボイルド・ワンダーランド」の章で語り手の「私」は次のように叙述する。「ベッドに寝転んで、ロベール・カサドシュがモーツァルトのコンチェルトを弾いた古いレコードを聴いた。モーツァルトの音楽は古い録音で聴いた方がよく心になじむような気がする。でももちろんそういうのも偏見かもしれない。」 |
| テネシー・ウィリアムズ           | アメリカ合衆国ミシシッピ州出身の劇作家。1970年4月の水曜日、ワタナベと緑は「テネシー・ウィリアムズの戯曲についての総論・そのアメリカ文学における位置」という講義を聴く。 |
| 「ウェディング・ベル・ブルーズ」 | アメリカのシンガーソングライター、ローラ・ニーロが1966年に発表したデビュー・シングル。1969年、フィフス・ディメンションがカバーし、ビルボードチャートの1位を記録した。本書では「ウェディング・ベル・ブルーズ」はバート・バカラックの作品となっているが、誤りである。 |

## 書評
- 吉本隆明は「わが近代文学の作品で、男女の性器と性交の尖端のところで器官愛の不可能と情愛の濃密さの矛盾として、愛の不可能の物語が作られたのは、この作品がはじめてではないかとおもわれる。（中略）性器をいじることにまつわる若い男女の性愛の姿を、これだけ抒情的に、これだけ愛情をこめて、またこれだけあからさまに描写することで、一個の青春小説が描かれたことは、かつてわたしたちの文学にはなかった。」と述べている[55]。

## 翻訳
| 翻訳言語        | タイトル                                     | 翻訳者                                    | 発行日        | 発行元 |
| --------------- | -------------------------------------------- | ----------------------------------------- | ------------- | --- |
| 英語            | Norwegian Wood                               | アルフレッド・バーンバウム                | 1989年        | 講談社英語文庫 |
| 英語            | Norwegian Wood                               | ジェイ・ルービン                          | 2000年5月18日 | Harvill Press（英国） |
| 英語            | Norwegian Wood                               | ジェイ・ルービン                          | 2000年9月12日 | Vintage Books（米国） |
| フランス語      | La Ballade de l'impossible                   | Rose-Marie Makino-Fayolle                 | 2007年        | Belfond |
| ドイツ語        | Naokos Lächeln                               | Ursula Gräfe                              | 2001年        | DuMont Buchverlag |
| イタリア語      | Tokyo Blues                                  | ジョルジョ・アミトラーノ                  | 1993年        | Feltrinelli |
| イタリア語      | Norwegian Wood                               | ジョルジョ・アミトラーノ                  | 2006年5月6日  | Einaudi |
| スペイン語      | Tokio Blues, Norwegian Wood                  | Lourdes Porta                             | 2007年5月     | Tusquest Editores |
| カタルーニャ語  | Tòquio Blues                                 | Albert Nolla Cabellos                     | 2005年        | Edicions Empúries |
| ポルトガル語    | Norwegian Wood                               | Alberto Gomes                             | 2004年        | Civilização Editora （ポルトガル） |
| ポルトガル語    | Norwegian Wood                               | Lica Hashimoto, Neide Hissae Nagae        | 2005年        | Estação Liberdade （ブラジル） |
| オランダ語      | Norwegian Wood                               | Elbrich Fennema                           | 2008年9月     | Atlas |
| スウェーデン語  | Norwegian Wood                               | Eiko Duke, デューク・雪子                 | 2003年        | Norstedts |
| デンマーク語    | Norwegian wood                               | Mette Holm                                | 2005年        | Klim |
| ノルウェー語    | Norwegian wood                               | Ika Kaminka                               | 1998年        | Pax forlag |
| フィンランド語  | Norwegian Wood                               | Aleksi Milonoff                           | 2012年        | Tammi |
| アイスランド語  | Norwegian Wood                               | Uggi Jónsson                              | 2006年        | Bjartur |
| ポーランド語    | Norwegian Wood                               | Dorota Marczewska, Anna Zielińska-Elliott | 2006年        | Wydawnictwo MUZA SA |
| チェコ語        | Norské dřevo                                 | Tomáš Jurkovič                            | 2005年        | Odeon |
| ハンガリー語    | Norvég erdő                                  | Nagy Mónika, Erdős György                 | 2008年        | Geopen Könyvkiadó Kft. |
| ルーマニア語    | Pădurea norvegiană                           | Angela Hondru                             | 2002年        | Polirom |
| スロベニア語    | Norveški gozd                                | Nika Cejan                                | 2005年        | Založba Sanje |
| クロアチア語    | Norveška šuma                                | Maja Tančik                               | 2004年        | Vuković & Runjić, Zagreb |
| ボスニア語      | Norveška šuma                                |                                           | 2009年        | Šahinpašić |
| セルビア語      | Норвешка шума                                | Nataša Tomić                              | 2007年        | Geopoetika |
| ブルガリア語    | Норвежка гора                                | Людмил Люцканов                           | 2005年        | Colibri |
| ギリシア語      | Νορβηγικό Δάσος                              | Μαρία Αγγελίδου                           | 2005年        | Ωκεανίδα |
| ロシア語        | Норвежский лес                               | Андрей Замилов                            | 2003年        | Eksmo |
| エストニア語    | Norra mets                                   | Kati Lindström                            | 2006年3月     | Varrak |
| リトアニア語    | Norvegų giria                                | Jūratė Nauronaitė                         | 2005年        | Baltos lankos |
| トルコ語        | İmkansızın Şarkısı                           | Nihal Önol                                | 2004年        | Doğan Kitap |
| ヘブライ語      | יער נורווגי                                  | Doron B. Cohen                            | 2000年        | Keter Publishing House |
| 中国語 (繁体字) | 挪威的森林                                   | 劉惠禎、黃琪玟、傅伯寧、黃翠娥、黃鈞浩    | 1989年2月     | 故郷出版社 |
| 中国語 (繁体字) | 挪威的森林                                   | 葉蕙                                      | 1991年        | 博益出版（香港） |
| 中国語 (繁体字) | 挪威的森林                                   | 頼明珠                                    | 1997年6月10日 | 時報文化出版 |
| 中国語 (簡体字) | 挪威的森林                                   | 林少華                                    | 1989年7月     | 漓江出版社 |
| 韓国語          | 노르웨이의 숲                                | ノ・ビョンシク                            | 1988年11月    | サムジン企画 |
| 韓国語          | 상실의 시대                                  | ユ・ユジョン                              | 1989年6月     | 文学思想社 |
| 韓国語          | 노르웨이의 숲                                | 金蘭周（キム・ナンジュ）                  | 1997年        | 漢陽出版 |
| 韓国語          | 노르웨이의 숲                                | 任洪彬（イム・ホンビン）                  | 2008年4月10日 | 文士メディア |
| 韓国語          | 노르웨이의 숲                                | 梁億寬（ヤン・オクグァン）                | 2013年9月2日  | 民音社 |
| ベトナム語      | Rừng Na Uy                                   | Bùi Phụng                                 | 1997年        | |
| ベトナム語      | Rừng Na Uy                                   | Trịnh Lữ                                  | 2006年        | Nhã Nam |
| インドネシア語  | Norwegian Wood                               | Jonjon Johana                             | 2005年7月     | KPG |
| タイ語          | ด้วยรัก ความตาย และหัวใจสลาย                    | นพดล เวชสวัสดิ์                              | 2008年8月     | สำนักพิมพ์กำมะหยี่ |
| ウイグル語      | نورۋېگىيە ئورمانلىقى （Norwëgiye Ormanliqi） | ئابلىز نىياز （アブリズ・ニヤズ）         | 2013年4月1日  | شىنجاڭ گۈزەل سەنئەت - فوتو سۈرەت نەشرىياتى （ウイグル語ラテン文字: Xinjang Güzel Sen'et-Foto Süret Neshriyati） （中国語: 新疆美術攝影出版社） |